# 安東の戦い
安東の戦い（日本語：アンドンのたたかい、あんとうのたたかい）は、朝鮮戦争中の1950年7月からに起きた大韓民国陸軍（以下韓国軍）及び朝鮮人民軍（以下人民軍）による戦闘。

## 経緯
1950年7月6日、韓国軍第8師団（師団長：李成佳大領）は丹陽に進出して南漢江沿いに防御陣地を構築して人民軍第8師団（師団長：呉白龍少将）の侵攻を阻止した。しかし兵力と火力不足により南漢江河川防衛線を突破され、7月12日、豊基に撤収した。13日にV字型の陣地を占領し、翌日に人民軍第8師団を撃破した。
人民軍は攻撃部隊を第12師団（師団長：崔春国少将）に交代させ、また安東占領は予想よりも遅れると判断し、戦車部隊を増員して丹陽で整備されている第8師団を聞慶、醴泉を経由して栄州後方に進出させて韓国軍を挟撃した。韓国軍第8師団は豊基、栄州の防衛で人民軍の侵攻を12日間遅らせることに成功したが、人民軍2個師団に挟撃されたため、7月24日に甕泉、安東に撤収した。
韓国軍第1軍団（軍団長：金弘壹少将）は7月24日から第8師団と首都師団を隷下に入れ、25日に安東に移動した。しかし首都師団は隷下の2個連隊が他の師団に配属され、第1連隊のみの状態であり、安東から西23キロの醴泉に位置していた。
人民軍前線司令部は大田占領後、第4次作戦（7月29日-9月25日）に転換した。目的は永同、咸昌、安東地域の国連軍防御集団を撃滅して洛東江を迅速に渡河するものであった。人民軍は、主攻部隊が進行している西部戦線ではなく、助攻部隊の作戦地域である中部戦線に戦力を集中させた。

## 部隊

### 韓国軍
- 第1軍団 軍団長：金弘壹少将
  - 首都師団 金錫源准将
    - 第1連隊 連隊長：尹春根中領

  - 第8師団 李成佳大領
    - 第10連隊 連隊長：高根弘中領
    - 第16連隊 連隊長：文容彩大領、7月28日から金東洙中領
    - 第21連隊 連隊長：金容培大領

### 人民軍
- 第2軍団 軍団長：武亭中将
  - 第12師団 師団長：崔春国少将

## 戦闘
7月25日、第8師団は甕泉で第12師団と対峙しながら乃城川に防衛線を形成したが、7月28日に突破された。これを受けて第8師団は甕泉と安東に2つの防衛線を選定して逐次に遅滞戦闘を敢行した。
7月31日、首都師団第1連隊は安東に移動し、安東撤収時に第8師団を掩護する任務を与えられた。
7月31日夕方の時点で韓国軍は、第8師団は安東北側8キロの線を、首都師団第1連隊は安東西側12キロの下枝山-265高地を防御していた。

## 安東撤収作戦
7月31日午後7時、連絡機によって洛東江防御線への後退命令が投下された。内容は「第1軍団は明8月1日午前5時までに洛東江南岸の防御線に後退し、じ後該線を確保せよ」であった。これは10時間で現陣地を撤収して洛東江を渡り、新陣地を占領せよというものであった。部隊が行動に移るには時間を有し、渡河点は安東人道橋と鉄橋に限られていた。部隊が渡り終えたら、この2つの橋を爆破しなければならないが、それまでに市民の避難も完了しなければならなかった。
作戦命令は英文で、オーバーレイは軍団が所持していた地図と縮尺が合わないため、軍団作戦参謀の金鍾甲大領が英文の翻訳とオーバーレイの照合をしたが、時間がかかりこれによって作戦の起案が遅れた。
軍団司令部は第8師団と首都師団の参謀長を招集して協議した。首都師団参謀長・崔慶禄大領と第8師団参謀長・崔甲中中領はそれぞれ自己の師団の優先撤収を主張し、軍団参謀長・崔徳新大領は「我が軍は夜に弱い。夜間は混乱を招く。昼間なら航空支援を受けられるし、時間の余裕もある」と、夜間撤退そのものに懐疑的であった。会議は、企図の秘匿、市民の撤収などの難問が提示されるだけで時間を浪費した。8月1日午前2時頃、堪り兼ねた金弘壹少将が「首都師団の掩護下に第8師団が撤収せよ」と決定した。時間も無いのに師団が師団を掩護することは余りにも複雑すぎると考えた崔徳新大領は、軍団命令に「自分の師団は自分で援護しながら後退しろ」と付け加えた。

### 首都師団
当時、首都師団は、隷下の第17連隊（連隊長：金熈濬中領）はアメリカ軍第24師団に配属されており、第18連隊（連隊長：任忠植大領）は安東南東25キロにある九水洞で軍団の右翼を掩護中であったため、第1連隊（連隊長：尹春根中領）しかいなかった。しかも命令を受けた金錫源准将は「何という無謀な作戦指示だ！…渡河中に敵の攻撃を受けることは必至である。このような無謀、無知、無能な命令に応ずるわけにはいかぬ」と激怒した。副軍団長・金白一准将が説得に来たが、口論となり、やがて金錫源准将が拳銃で自決しようとした。崔慶禄大領が宥めて騒ぎは収まったが、これによってさらに時間が浪費された。
首都師団司令部を置いていた安東師範学校が砲撃されると、金錫源准将は第1連隊長に第8師団の掩護を命じて、司令部を洛東江南岸に移動させた。
第1連隊は安東市内に後退し、安東北側2キロの線に収容陣地を占領した。しかし午前4時頃には配備が終わらないうちに第10連隊を追尾してきた人民軍に突破された。急なことで中隊長、小隊長にまで任務が徹底されていなかったためであった。第1連隊の撤退掩護は却って市内の混乱を加速させてしまった。

### 第8師団
崔甲中中領が第8師団の指揮所に戻ったのは、午前4時頃であった。李成佳大領は直ちに各連隊の連絡将校を通じて撤退を命じた。
人民軍の圧力が弱く、中央道を利用できた第10連隊は、素早く離脱して第1連隊の掩護下に渡河を終えた。
第21連隊は、人民軍が攻撃を開始した矢先に命令を受けたので、分散状態で後退した。主力は辛うじて人道橋を渡ったが、約1個大隊は、橋を狙撃する人民軍兵士に妨げられて北岸に取り残された。
第16連隊は、連絡将校の李相煥中尉が人民軍に捕まり、撤収命令が伝わらなかった。第16連隊は、議政府に投入されて以来、敗退を重ねて士気は低く、小銃の撃ち方だけ教わられた青年防衛隊100～200人ほどが編入されたばかりであった。やがて脱出に成功した李相煥中尉が撤収命令を伝えたが、すでに退路は遮断され、死傷者が続出した。一部が辛うじて包囲網から脱出したが、人道橋はすでに人民軍の火制下にあった。

### 橋の爆破
取り残された第21連隊の1個大隊、第1連隊主力、第16連隊は安東市内に集まり、橋礎付近の人民軍を攻撃していた。
橋は、工兵学校長の厳鴻燮中領が7月30日に爆破準備を完了していた。崔徳新大領は南岸で状況を注視していたが、人民軍が橋礎付近に現れたので、午前8時頃にやむを得ず人道橋を爆破した。北岸に取り残された部隊は鉄橋の方に渡り始めたが、これも人民軍の掃射で不可能となり、李成佳大領がやむを得ず鉄橋も爆破した。
取り残された部隊は浅瀬を求めて渡河を開始した。この付近の洛東江は川幅616メートル、流水部300～400メートル、水深2メートルの急流であり、人民軍の射撃も加えられ、溺死者が続出した。第16連隊で渡河できた者は連隊長以下260人、第1連隊は大部分が上流に脱出し、装備を遺棄して泳ぎ渡り、第21連隊も着の身着のまま渡河し、戦力の3分の1を失った。

## 戦闘後
李成佳大領と金錫源准将の両師団長は更迭された。後任にはそれぞれ崔徳新大領、白仁燁大領が就いた。
安東を占領した人民軍第12師団は安東師団の称号を与えられた。しかしこの戦闘で師団長の崔春国少将は戦死した。後任には崔仁斗少将が就いた。